# Phongxiô Philatô
Phongxiô Philatô hay Bôn-xơ Phi-lát (tiếng Latinh: Pontius Pilatus; tiếng Hy Lạp cổ: Πόντιος Πιλάτος, Pontios Pīlātos) là tổng trấn thứ năm của tỉnh La Mã Judaea từ năm 26 tới năm 36 sau Công nguyên dưới thời hoàng đế Tiberius, và nổi tiếng về phiên tòa xử Giêsu bị đóng đinh vào thập giá, theo trình thuật của các Phúc Âm.
Các nguồn về cuộc đời của Phongxiô Philatô gồm một tấm bia khắc chữ gọi là tấm đá Philatô; trình thuật về việc Philatô ra lệnh hành quyết Giêsu của sử gia kiêm nghị viên nguyên lão Tacitus; triết gia Philo (khoảng năm 25 trước CN - năm 50 sau CN); sử gia Josephus (khoảng năm 37 - năm 100 sau CN); 4 sách Phúc Âm quy điển; cùng những tác phẩm ngụy tác khác.
Căn cứ vào những nguồn nêu trên, Philatô là một hiệp sĩ thuộc dòng họ "Pontii", được bổ nhiệm làm tổng trấn xứ Judea vào năm 26 sau Công nguyên, kế vị tổng trấn Valerius Gratus. Có một lần Philatô đã xúc phạm những tình cảm tôn giáo của dân chúng do ông cai trị, dẫn tới sự chỉ trích nặng nề từ triết gia Philo, và sau đó nhiều thập niên là những chỉ trích của sử gia Josephus. Theo Josephus, Philatô được lệnh trở về Rôma sau khi đàn áp tàn bạo một cuộc nổi dậy của người Samaritan, nhưng chỉ về tới Rôma ngay sau khi hoàng đế Tiberius đã từ trần vào ngày 16 tháng 3 năm 37. Philatô được Marcellus thay thế.
Theo trình thuật của cả bốn sách Phúc Âm thì Philatô đã tìm cách cho Giêsu khỏi bị án tử hình, và chỉ tới khi đám đông dân chúng từ chối giảm tội, thì ông mới buộc lòng ra lệnh giết Giêsu. Như vậy, ông đã tìm cách tránh trách nhiệm cá nhân trong việc kết án Giêsu. Theo Phúc Âm Mátthêu, Philatô đã rửa tay để chứng tỏ mình không chịu trách nhiệm về việc giết Giêsu và miễn cưỡng giao Giêsu cho dân chúng đem đi giết. Phúc Âm Máccô thì mô tả Giêsu vô tội trong âm mưu chống lại đế quốc La Mã, và mô tả Philatô miễn cưỡng phải xử tử hình Ngài. Theo Phúc âm Luca, Philatô không chỉ đồng ý là Giêsu không âm mưu chống lại đế quốc La Mã mà cũng không chống lại Herod Antipas, vua xứ Galilee, và không coi hành động của Giêsu là phản bội. Trong Phúc âm Gioan, Philatô nói rằng "Tôi thấy người này (tức Giêsu) không có tội" và yêu cầu những người Do Thái thả Ngài ra.
Từ lâu, các học giả từng tranh luận về việc mô tả Phongxiô Philatô trong các nguồn nêu trên, cũng như tầm quan trọng của tấm đá Philatô, một vật tạo tác có nêu tên Phongxiô Philatô, được phát hiện năm 1961.

## Tính lịch sử của Phongxiô Philatô

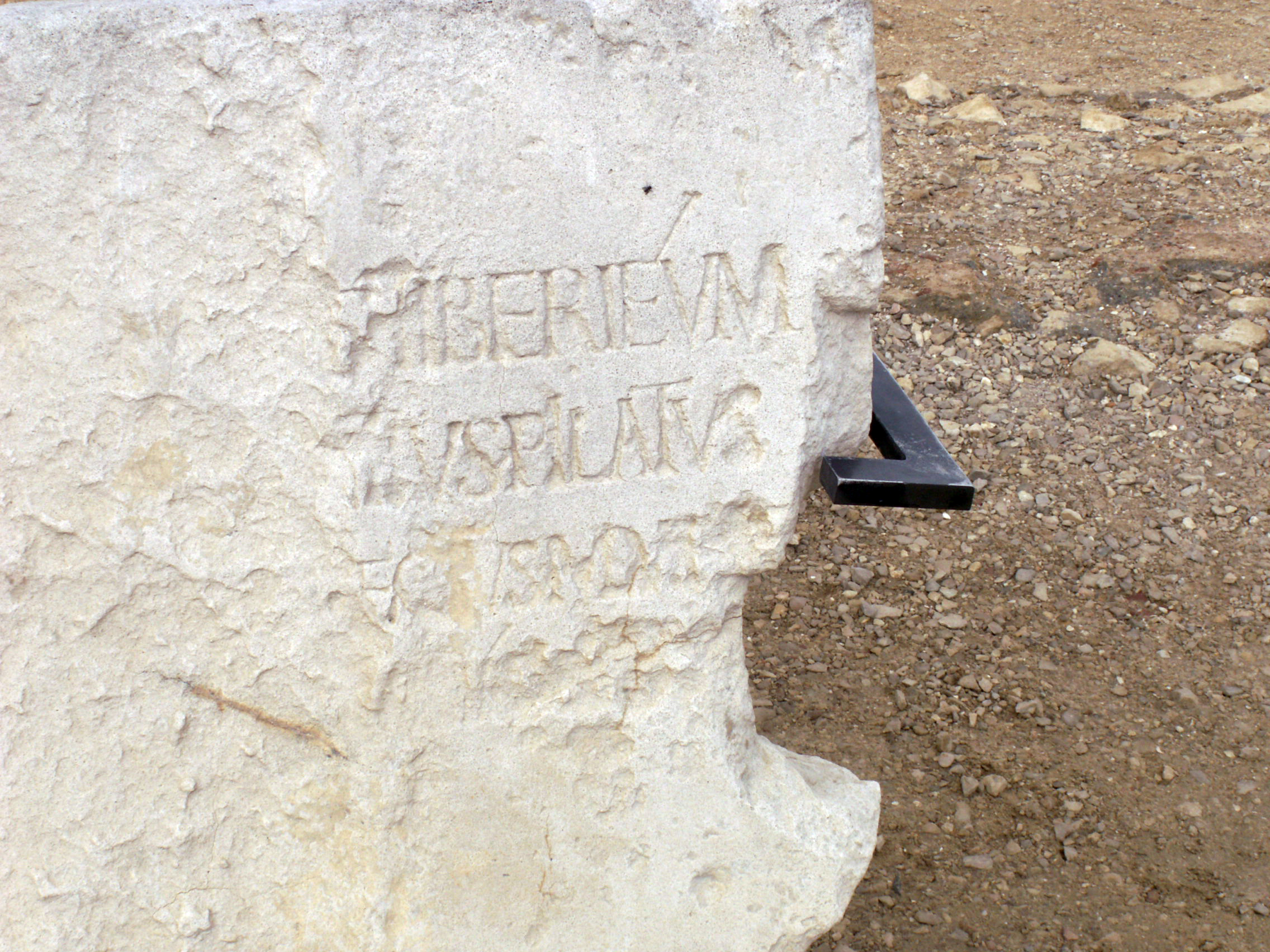
Tấm đa vôi có chữ khắc được phát hiện năm 1961 về việc Philatô cung hiến cho hoàng đế Tiberius bằng tiếng latin. Các từ[...]TIVS PILATVS[...] có thể đọc thấy rõ ở hàng thứ hai.

Bằng chứng vật chất duy nhất xác nhận sự tồn tại của Philatô là những dòng khắc chữ Latin được tìm thấy trên một tấm đá vôi liên quan tới việc Philatô cung hiến cho hoàng đế Tiberius. Tấm đá này thường được gọi là tấm đá Philatô, được một toán nhà khảo cổ dưới sự hướng dẫn của "Antonio Frova" phát hiện năm 1961, là một tấm đá được sử dụng lại ở cầu thang của một khán đài vòng lộ thiên tại thành phố Caesarea Maritima - thành phố cổ của Israel ở ven bờ Địa Trung Hải - xưa kia là trung tâm hành chính của đế quốc La Mã ở xứ Judea. Vị quan khâm mạng La Mã có trụ sở ở thành phố này, chỉ tới Jerusalem vào những dịp đặc biệt hoặc khi có sự bất ổn. Tấm đá là một mảnh vỡ có khắc chữ cung hiến của một tòa nhà - có lẽ là một ngôi đền - được xây dựng để vinh danh hoàng đế Tiberius, từ khoảng năm 26–36 sau Công nguyên. Lời cung hiến cho biết Phongxiô Philatô là tổng trấn xứ Judaea (praefectus Iudaeae).
Các thống đốc đầu tiên ở Judaea có cấp bậc tổng trấn, các thống đốc sau này có cấp bậc quan khâm sai, bắt đầu từ Cuspius Fadus năm 44 sau Công nguyên. Tấm đá nói trên hiện nay được đặt trong Nhà bảo tàng Israel ở Jerusalem trong khi một bản sao đặt ở thành phố Caesarea.
Bản chữ khắc còn lại như sau:
…]S TIBERIVM (:...]S TIBERIUM)
…PON]TIVS PILATVS (:…PON]TIUS PILATUS)
…PRAEF]ECTVS IVDA[EA] (:…PRAEF]ECTUSIUDA[EA])

## Tước hiệu và Nhiệm vụ

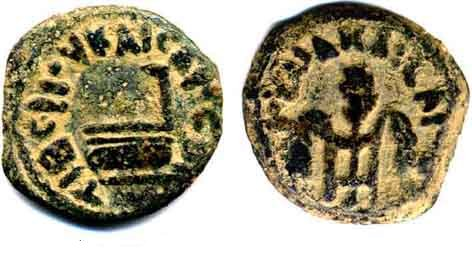
Đồng tiền prutah bằng đồng do Phongxiô Philatô cho đúc.
Mặt trái: chữ Hy Lạp TIBEPIOY KAICAPOC (Hoàng đế Tiberius) và ngày tháng LIS (năm 16 = 29/30 sau Công nguyên) chung quanh là simpulum (muôi múc rượu tế thần).
Mặt phải: chữ Hy Lạp IOYLIA KAICAPOC (Julia (mẹ của hoàng đế- Livia / Julia Augusta)), ba bông lúa mạch bó lại, phía ngoài hai bông lúa mạch rủ xuống.

Tước hiệu của Phongxiô Philatô thường được cho là quan khâm sai, vì sử gia Tacitus đã nói về ông như vậy. Tuy nhiên, theo bản chữ khắc trên tấm đá vôi gọi là Pilate Stone nêu trên thì Phongxiô Philatô là "tổng trấn xứ Judaea".
Tước hiệu của các thống đốc vùng này thay đổi theo từng thời gian. Khi xứ Samaria, Idumea và Judea bắt đầu hợp chung lại thành tỉnh La Mã Judaea (mà một số sử gia hiện đại viết là Iudaea), từ năm thứ 6 sau Công nguyên tới khi nổ ra Cuộc khởi nghĩa thứ nhất của người Do Thái vào năm 66, thì các quan chức cai trị tỉnh này thuộc dòng hiệp sĩ (cấp bậc thấp của chức thống đốc). Họ giữ tước hiệu "tổng trấn" cho tới khi Herod Agrippa I được hoàng đế Claudius bổ nhiệm làm "vua người Do Thái" vào năm 41. Sau khi Herod Agrippa từ trần vào năm 44, thì tỉnh Judaea được đặt trở lại dưới quyền cai trị trực tiếp của La Mã, và viên thống đốc cai trị vùng này mang tước hiệu "quan khâm sai". Khi áp dụng cho các thống đốc, thuật ngữ "quan khâm sai" (procurator) này - nếu không áp dụng cho các quan chức tài chính - thì không có sự khác biệt về cấp bậc hay chức năng đối với tước hiệu "tổng trấn" (prefect).
Những phát hiện khảo cổ và tài liệu đương đại như bản văn khắc của Philatô được tìm thấy ở thành phố cổ "Caesarea" nêu trên chứng thực cho tước hiệu chính xác của các thống đốc cai trị vùng này từ năm 6 tới năm 41 là: tổng trấn. Kết luận hợp lý về các bản văn nói rằng Philatô là "quan khâm mạng" có lẽ là nói theo sử gia Tacitus, hoặc không hiểu rõ về việc áp dụng tước hiệu của thống đốc vùng này trước năm 44 (sau Công nguyên).
Chức năng chủ yếu của các "quan khâm sai" (procurator) và "tổng trấn" (prefect) là điều khiển quân sự; tuy nhiên - vì là đại diện của đế quốc - họ cũng có trách nhiệm về việc thu thuế cho đế quốc, và cũng có những chức năng tư pháp hạn chế. Việc quản lý dân sự khác nằm trong tay của chính phủ địa phương: các hội đồng thành phố hoặc các chính phủ của người dân tộc địa phương, chẳng hạn như ở xứ Judaea và Jerusalem—Sanhedrin (hội đồng lập pháp) và chủ tịch là Thầy cả thượng phẩm. Tuy nhiên quyền bổ nhiệm thầy cả thượng phẩm lại nằm trong tay vị khâm sai xứ Syria hoặc vị tổng trấn xứ Judaea trong thời Philatô cho tới năm 41 sau Công nguyên. Ví dụ, Caiaphas được bổ nhiệm làm thầy cả thượng phẩm của đền thờ do Herod xây, bởi tổng trấn Valerius Gratus và bị truất phế bởi quan khâm mạng xứ Syria Lucius Vitellius.
Thông thường thì Philatô cư trú tại thành phố Caesarea, nhưng trong thời gian thi hành nhiệm vụ ông đã du hành khắp xứ, đặc biệt là tới Jerusalem. Trong thời gian Lễ Vượt Qua, một lễ hội rất có ý nghĩa tôn giáo và dân tộc đối với người Do Thái, thì Philatô - với chức năng thống đốc hay tổng trấn - phải tới Jerusalem để lo vấn đề an ninh trật tự, nhưng ông không xuất hiện thường xuyên trước những đám đông tín đồ Do Thái giáo, để tránh cho họ cảm tưởng là họ lệ thuộc vào đế quốc La Mã.
Những người thuộc dòng hiệp sĩ như Philatô có thể chỉ huy một lực lượng lính quân đoàn La Mã, nhưng chỉ là những đơn vị nhỏ, và vì vậy trong tình huống cần sử dụng quân sự, ông ta sẽ phải nhờ cấp trên của mình - quan khâm sai xứ Syria - người sẽ xuống Palestine cùng đội quân của mình khi cần thiết. Với chức năng thống đốc xứ Judea, Philatô chỉ có một lực lượng phụ trợ nhỏ gồm những người lính tuyển dụng tại địa phương, đóng quân thường xuyên ở Caesarea và Jerusalem, như ở pháo đài Antonia (Jerusalem) và tạm thời đóng quân ở bất cứ nơi nào đòi hỏi có sự hiện diện quân sự. Tổng số binh sĩ dưới quyền Philatô là khoảng 3.000 người.

## Philatô trong các trình thuật Phúc âm

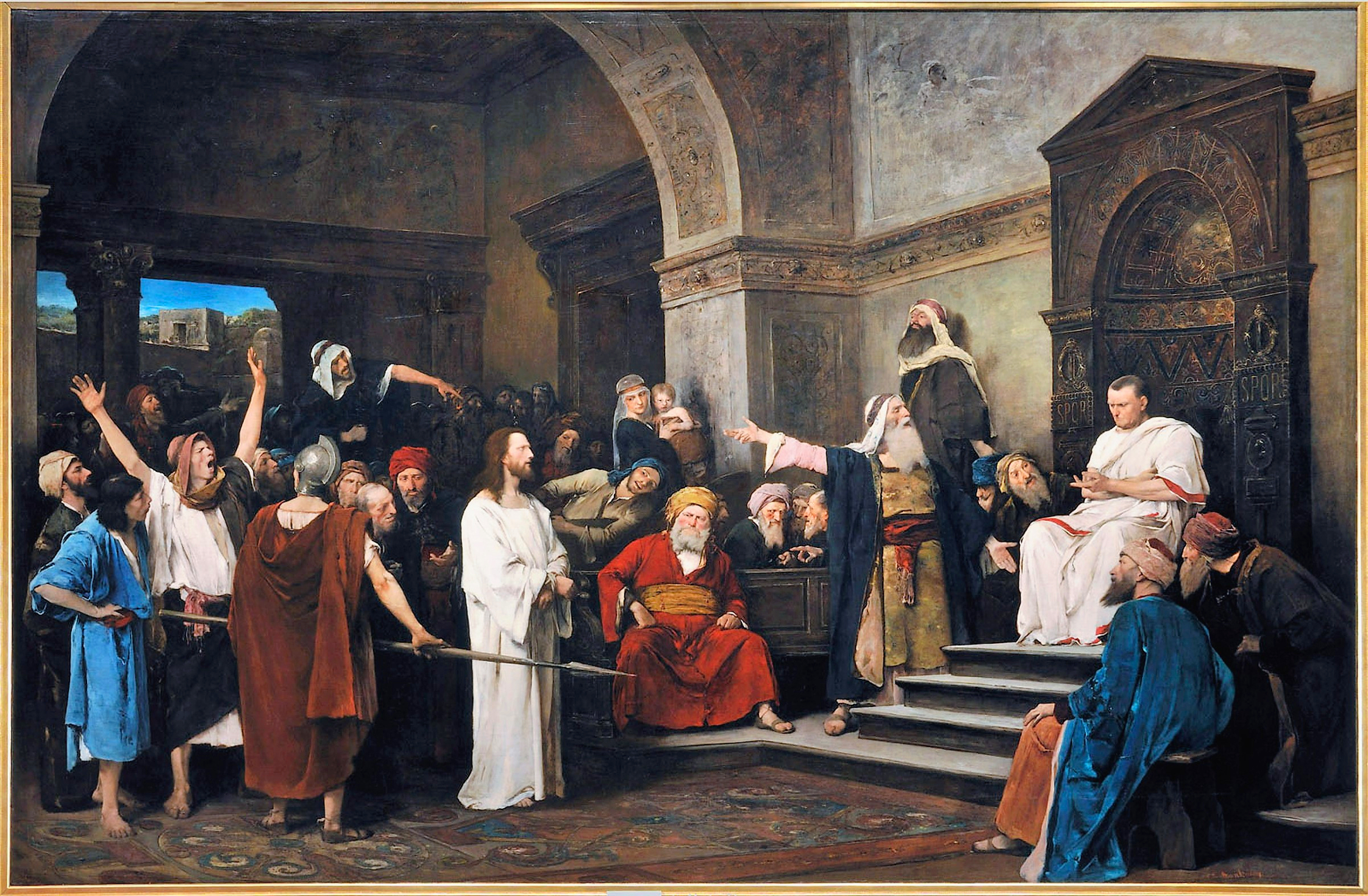
Tranh Chúa Kitô trước tổng trấn Philatô của họa sĩ Mihály Munkácsy (1881)

Theo các Phúc âm chính thức thì Philatô đã chủ tọa buổi xử án Giêsu, và mặc dù ông đã nói rằng bản thân ông không thấy Giêsu có tội gì đáng phải xử tử, nhưng đã xử Người bị đóng đinh vào thập giá. Như vậy, Philatô là nhân vật then chốt trong cuộc đời Giêsu theo các trình thuật phúc âm.
Theo các phúc âm, Giêsu bị Sanhedrin (Hội đồng lập pháp) trao nộp cho Philatô, sau khi họ bắt giữ và thẩm vấn Người. Sanhedrin chỉ nhận được các câu trả lời của Giêsu mà họ coi là báng bổ luật Moses, mà dường như sẽ không bị coi là một tội chết bởi Philatô xử theo luật La Mã. Phúc âm Luca ghi rằng các thành viên của "Sanhedrin" nộp Giêsu cho Philatô và tố cáo Người tội "xúi giục nổi loạn" chống lại La Mã bằng việc chống đối nộp thuế cho Caesar và tự xưng mình là vua. Việc khích động chống đối việc nộp thuế là một tội chết. Philatô chịu trách nhiệm về việc thu thuế cho đế quốc La Mã ở xứ Judaea. Giêsu đã từng yêu cầu người thu thuế Levi (thánh Mátthêu) làm việc ở Caphácnaum từ bỏ việc làm của mình. Ngài cũng đã ảnh hưởng tới việc trưởng ban thu thuế Zakæus ở thành Jericho từ bỏ việc thu thuế . Câu hỏi chính của Philatô đặt ra cho Giêsu là liệu Ngài có tự coi mình là vua của người Do Thái không, nhằm để đánh giá xem Ngài có là một mối đe dọa chính trị tiềm tàng hay không, và Giêsu đã trả lời: "Chính Ngài nói đó". Câu trả lời này đối với Philatô là không đủ để coi Giêsu như một mối đe dọa chính trị thực sự. Các thượng tế bắt đầu đưa ra những cáo buộc đối với Giêsu, nhưng Ngài vẫn im lặng. Philatô hỏi tại sao ông đã không đáp trả những lời cáo buộc kia, và Giêsu vẫn im lặng, vì vậy Philatô đã "kinh ngạc".
Theo Phúc âm Mátthêu thì lúc đang xử án, vợ Philatô đã sai người tới yêu cầu ông ta đừng nhúng tay vào vụ xử án Giêsu. Theo các Phúc âm thì vào dịp Lễ Vượt Qua - theo luật La Mã - thống đốc sẽ phóng thích một tù nhân, và Philatô đã cho người Do Thái chọn tha hoặc Barabbas - một tên tội phạm khét tiếng - hoặc Giêsu; nhưng các thượng tế và các kỳ mục đã xúi đám đông đòi tha Barabbas mà giết Giêsu. Philatô thấy Giêsu không có tội, nhưng đã miễn cưỡng trao Người cho họ đem đi đóng đinh vào thập gíá.
Philatô ra lệnh làm một tấm biển gắn trên đầu thập giá mang dòng chữ INRI (Giêsu thành Nazareth, Vua dân Do Thái) tỏ ý cho biết lý do sự buộc tội về luật pháp khiến Giêsu bị đóng đinh vào thập giá. Các thượng tế Do Thái đã yêu cầu Philatô: "Xin đừng viết là "Vua dân Do Thái", nhưng hãy viết: "Tên này đã nói "Ta là vua dân Do Thái". Philatô trả lời: "Ta đã viết thế nào, cứ để vậy" ("Quod scripsi, scripsi"). Đây có thể là để nhấn mạnh quyền tối thượng của La Mã trong việc đóng đinh một vua của người Do Thái; mặc dù vậy, có thể là Philatô bị xúc phạm khi những thượng tế Do Thái dùng ông như một "người làm vì" để kết án tử hình Giêsu trái với ý muốn của ông ta.
Theo Phúc âm Luca thì các thượng tế Do Thái đã liên tục cáo buộc Giêsu, nhưng Ngài giữ im lặng. Khi biết Giêsu xuất thân từ miền Galilee, Philatô đã trao Giêsu sang cho vua Herod Antipas của xứ Galilee xét xử. Mặc dù lúc đầu Herod rất tò mò muốn gặp Giêsu vì đã nghe nói nhiều về Ngài và mong được xem Ngài làm một vài phép lạ. Herod hỏi Giêsu nhiều điều, nhưng Ngài không trả lời; rốt cuộc ông ta cũng nhạo báng Ngài và trả Ngài lại cho Philatô xét xử.
Không giống như 3 Phúc Âm Nhất Lãm, Phúc âm Gioan đưa ra nhiều chi tiết về cuộc đối thoại giữa Philatô và Giêsu. Theo Phúc âm Gioan thì Giêsu đã xác nhận Ngài là vua, nhưng vương quốc của Ngài không thuộc về thế gian này.
Philatô vẫn có ý tha Giêsu, nhưng đám đông la hét phản đối rằng: "Chúng tôi có lề luật; và chiếu theo lề luật này thì nó phải chết, vì nó đã xưng mình là con Thiên Chúa và: "Nếu Ngài tha nó, Ngài không phải là bạn của Caesar. Ai xưng mình là vua thì chống lại Caesar". Cuối cùng thì Philatô trao Giêsu cho người Do Thái đem đi đóng đinh vào thập giá.

## Philatô trong văn học Do Thái
Trong lịch sử biên niên của các thống đốc La Mã ở xứ Judea, các nhà văn Do Thái cổ đại Philo và Josephus đã mô tả một số các sự kiện cùng các biến cố xảy ra trong nhiệm kỳ của Philatô. Cả hai nhà văn này cho biết sự vô cảm của Philatô đối với phong tục của người Do Thái đã khiến họ gần như nổi dậy chống đối. Josephus lưu ý rằng trong khi các người tiền nhiệm của Philatô đã tôn trọng phong tục của người Do Thái bằng cách loại bỏ tất cả các hình ảnh và biểu tượng đế quốc La Mã trên các cờ hiệu của họ khi vào Jerusalem, thì Philatô lại cho phép binh sĩ của mình mang chúng vào thành phố lúc ban đêm. Khi các công dân của Jerusalem phát hiện ra các cờ hiệu mang hình ảnh, biểu tượng của Caesar vào ngày hôm sau, họ đã yêu cầu Philatô loại bỏ các cờ hiệu có hình Caesar khỏi thành phố. Sau năm ngày thảo luận, Philatô đã cho binh lính bao vây những người biểu tình, đe dọa giết họ, nhưng họ sẵn sàng chấp nhận cái chết hơn là mạo phạm "Luật Môise". Cuối cùng Philatô phải loại bỏ các hình ảnh đó.

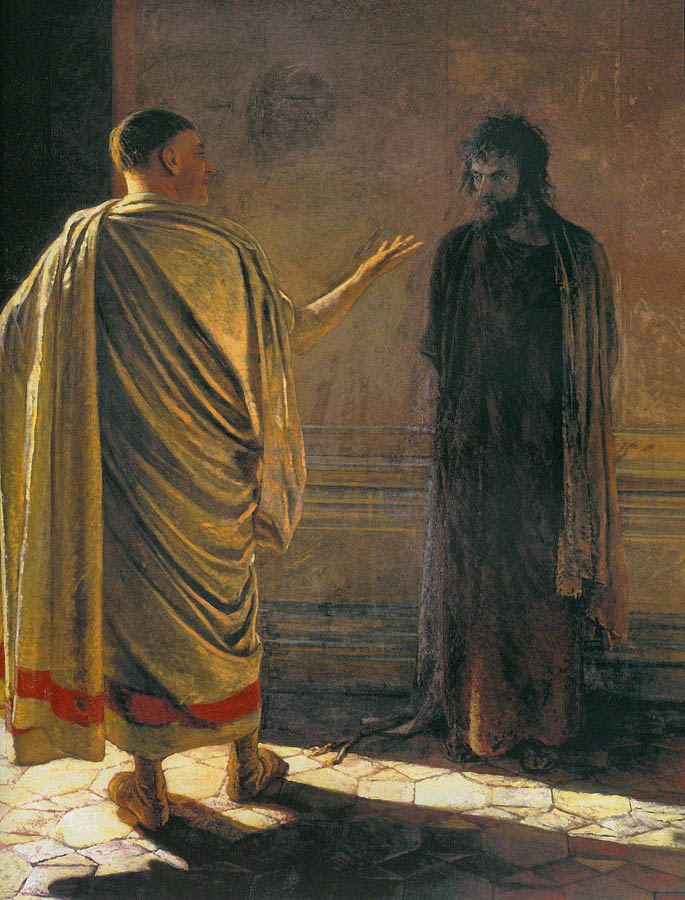
Nikolai Ge ("What is truth?"), 1890.

Philo mô tả một sự cố tương tự sau này, trong đó Philatô bị hoàng đế Tiberius khiển trách khi làm mếch lòng người Do Thái bằng cách dựng các huy hiệu hình khiên mạ vàng ở dinh của Herod ở Jerusalem. Các huy hiệu này có vẻ là để tôn vinh Tiberius - và lần này không khắc các hình ảnh. Philo viết rằng các huy hiệu hình khiên được dựng "không có nhiều dụng ý tôn vinh Tiberius, mà để chọc tức đám đông". Ban đầu, người Do Thái phản đối trực tiếp Philatô về việc dựng các huy hiệu hình khiên này, và sau khi ông ta khước từ, thì họ viết các thư khiếu nại tới Tiberius. Philo cho biết: sau khi đọc các thư của người Do Thái, Tiberius "đã viết thư khiển trách Philatô về việc vi phạm tiền lệ và yêu cầu ông ta phải gỡ bỏ ngay các huy hiệu nói trên đưa về thành phố Caesarea".
Philo cũng mô tả tính khí của Philatô là "hẹp hòi, cứng ngắc và hay cáu giận", một sự pha trộn của tính "duy ý chí và nghiêm khắc". Ông viết rằng Philatô sợ người Do Thái sẽ gửi một phái đoàn tới hoàng đế Tiberius để phản đối việc dựng các huy hiệu hình khiên mạ vàng, vì "nếu phái đoàn này tới La Mã thì họ sẽ có thể trình bày những chuyện ăn hối lộ, cướp bóc, lăng mạ, sự tàn bạo và những cuộc xử tử liên tục mà không xét xử cùng sự tàn ác của ông ta".
Josephus thuật lại một cuộc va chạm khác trong đó Philatô dùng tiền người dân dâng cúng vào Đền Thờ Do Thái để xây một cầu máng (aqueduct). Philatô cho binh lính của mình lẩn vào đám đông dân Do Thái khi ông ta nói chuyện với họ, và khi người Do Thái phản đối việc lấy tiền ở Đền Thờ, thì ông ta ra hiệu cho các binh lính đó tấn công, đánh đập và giết những người lên tiếng phản đối, để dập tắt sự phản kháng của người Do Thái .
Nhiệm kỳ tổng trấn xứ Judea của Philatô chấm dứt sau một cuộc va chạm với dân Do Thái do Josephus thuật lại: "Một nhóm đông người Samaritan được một người vô danh thuyết phục đi tới núi Gerizim để xem các vật thánh thiêng được cho là do Moses chôn cất ở đây. Nhưng khi họ đi tới ngôi làng tên là Tirathana - trước khi lên núi - thì Philatô gửi một phân đội kỵ binh và các lính bộ binh vũ trang hạng nặng tới giết một số người đi đầu, khiến cho đám đông chạy trốn. Nhiều người bị bắt giữ, trong đó Philatô cho giết các người lãnh đạo của nhóm này". Sau đó người Samaritan khiếu nại lên Vitellius, thống đốc La Mã ở xứ Syria, và ông này gửi Philatô về La Mã để giải thích vụ việc lên hoàng đế Tiberius. Tuy nhiên, khi Philatô tới La Mã thì Tiberius đã từ trần.

## Philatô trong các tác phẩm ngụy tác (apocrypha)
Các Phúc âm chính thức không đưa ra nhiều chi tiết về nhân vật Philatô, nhưng có nhiều truyền thuyết về Philatô trong các tác phẩm ngụy tác (không được các Giáo hội công nhận). Sử gia Eusebius (năm 260/265 - 339/340), trích dẫn các tài liệu không hợp cách (apocryphal accounts), cho biết Philatô bị thất sủng dưới triều đại Caligula (năm 37–41 sau Công nguyên), bị lưu đày sang xứ Gallia, sau đó tự tử ở Vienne, Isère. Sử gia Agapius of Hierapolis ở thế kỷ thứ 10 - trong tác phẩm Universal History - cũng nói rằng Philatô tự tử trong năm đầu của triều đại Caligula, năm 37/38 sau Công nguyên.
Theo một truyền thuyết cổ, thì quê hương của Philatô là một làng bé nhỏ của thị xã Bisenti, vùng Samnium, nay là vùng Abruzzo miền trung Ý. Có phế tích của một ngôi nhà La Mã ở Bisenti được cho là nhà của Phongxiô Philatô. Ở Scotland cũng có một truyền thuyết cho rằng Philatô sinh tại Fortingall, một ngôi làng nhỏ ở vùng cao nguyên Perthshire Ngoài ra, có vài nơi khác như Tarragona ở Tây Ban Nha và Forchheim ở Đức cũng được cho là nơi sinh của Philatô; tuy nhiên dường như chắc chắn rằng ông ta là một công dân đế quốc La Mã, sinh tại vùng trung Ý.
Các chi tiết khác đến từ các nguồn ít đáng tin cậy hơn. Thân xác ông ta, gọi là "Mors Pilati" ("Cái chết của Philatô"), ban đầu được quăng xuống sông Tevere, nhưng nước sông này bị "xáo trộn bởi linh hồn ma quỷ" nên thân xác ông ta trôi tới Vienne, Isère và chìm trong sông Rhône: ngày nay còn một đài kỷ niệm gọi là mộ Philatô ở Vienne, Isère.
Trong Chính thống giáo Đông phương, bà Claudia Procula - vợ của Philatô - được coi là thánh vì theo Phúc âm, bà ta đã yêu cầu chồng đừng nhúng tay vào vụ xử Giêsu.
Đảo Ponza trong Vịnh Napoli của Ý, cũng như Núi Pilate ở vùng Massif Central của Pháp và Núi Pilatus, gần Luzern (Thụy Sĩ) cũng được đặt theo tên Philatô.

### Phúc âm Phêrô
Phúc âm Phêrô - một phúc âm được cho là giả mạo - không quy trách nhiệm về việc đóng đinh Giêsu cho Phongxiô Philatô, mà quy trách nhiệm cho Herod Antipas và người Do Thái vì họ - không như Philatô - đã từ chối "rửa tay" (tỏ ý không chịu trách nhiệm). Sau khi những người lính nhìn thấy 3 người và một cây thập tự đi ra khỏi ngôi mộ một cách lạ lùng, họ đã báo cho Philatô biết và Philatô lặp lại sự vô tội của mình: "Tôi không dính vào máu của Con Thiên Chúa". Sau đó, ông ta đã ra lệnh cho những người lính này không được thuật chuyện họ nhìn thấy với ai, để khỏi bị "rơi vào tay người Do Thái và bị ném đá".

## Hình ảnh Philatô trong văn học, kịch, phim

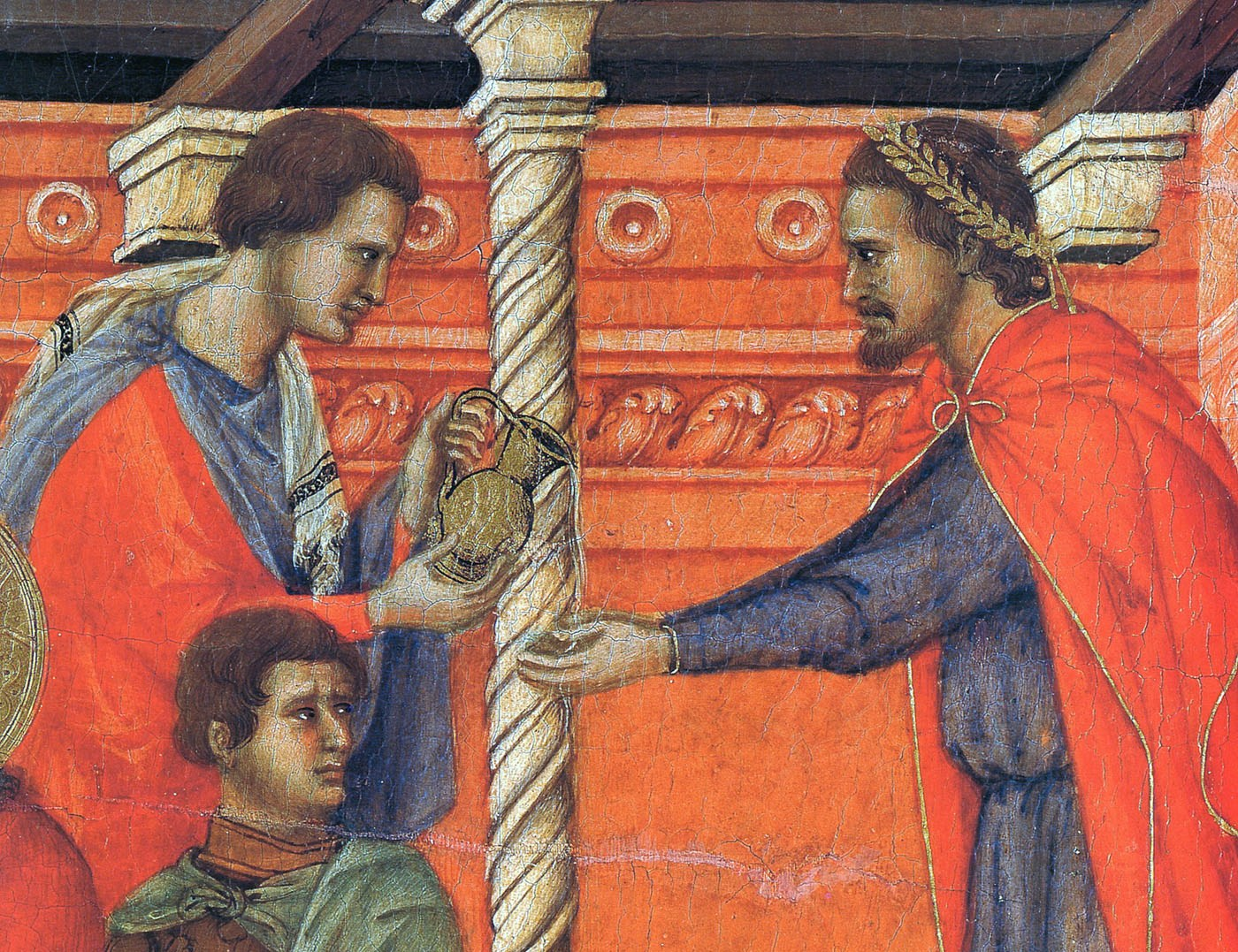
Philatô rửa tay, tranh của họa sĩ Duccio di Buoninsegna.

Trong văn học, kịch, phim về cuộc đời Giêsu, thường xuất hiện nhân vật Phongxiô Philatô - người đóng vai trò quyết định trong việc xử tử hình Giêsu bằng cách đóng đinh vào thập giá. Dưới đây là một số tác phẩm

### Trong văn học và âm nhạc
- Philatô xuất hiện trong vở kịch Mystery Play (thế kỷ 15)[48] và vở Passion Play[49] trong đó ông ta được Tiberius triệu về La Mã, bị xử tử vì tội đã giết Giêsu, và vì tội này đất cũng như nước sông biển không thể dung, nên thân xác và linh hồn ông ta xuống thẳng địa ngục.
- Trong truyện ngắn "Le Procurateur de Judée"[50] của Anatole France, Philatô đã về nghỉ hưu ở đảo Sicilia, trở thành một nhà nông quí phái. Chuyện này là một mẫu về việc giải thích sự lãng quên của Philatô. Ông ta đã quên mọi sự về Giêsu cũng như vai trò của mình trong vụ xét xử Ngài.
- Philatô được nhắc tới ở bài hát "Кровь за кровь" (Blood for blood) trong album "Кровь за кровь" (Blood for blood) của ban nhạc Heavy metal "Aria" của Nga[51].
- Phongxiô Philatô được mô tả trong tiểu thuyết The Master and Margarita của Mikhail Afanasyevich Bulgakov là người nhẫn tâm, nhân tính lại phức tạp; cuốn tiểu thuyết mô tả cuộc gặp gỡ của ông ta với Giêsu thành Nazareth, ông ta nhìn nhận một sự tương đồng về tính cách và nhu cầu tâm linh cho mình, và đã miễn cưỡng cam chịu trao Giêsu cho những người muốn giết Ngài. Ở đây Philatô là thí dụ tiêu biểu cho câu tục ngữ "Tính hèn nhát là cái tồi tệ nhất trong các nết xấu" (Cowardice is the worst of vices), và do đó được dùng như là một mô hình trong một giải thích phúng dụ của tác phẩm, về tất cả những người đã "rửa tay" bằng cách im lặng hoặc tích cực tham gia vào các tội ác của Joseph Stalin. Do tình trạng kiểm duyệt khe khắt ở Liên Xô thời ấy giờ, cuôn tiểu thuyết này đã không được xuất bản đầy đủ bằng tiếng Nga cho đến năm 1966, và bản dịch tiếng Anh đầu tiên bởi Michael Glenny, được xuất bản tại London vào năm 1967[52].
  - Tiểu thuyết này đã gợi cảm hứng cho bài hát "Sympathy for the Devil" năm 1968 của ban nhạc The Rolling Stones. Tên và lời bài hát chắc là đã phái sinh từ việc mô tả Quỷ sứ của Bulgakov. Philatô được nhắc đến trong câu: "I was around when Jesus Christ / had his moment of doubt and pain / made damn sure that Pilate / washed his hands, and sealed his fate".[53][54]
  - Tiểu thuyết The Master and Margarita và Philatô cũng được nhắc đến ở bài hát "Pilate" trong album Yield của ban nhạc rock Pearl Jam [55]
- Trong tiểu thuyết King Jesus của Robert Graves, Philatô là một kẻ cơ hội vô lương tâm đã tìm cách ngăn chặn cái chết của Giêsu bằng cách thuyết phục Ngài trở thành Vua người Do Thái (trong thực tế là vua bù nhìn của La Mã) vì - theo tiểu thuyết này - Giêsu là con của bà Maria thành Nazareth, một người thuộc dòng hoàng tộc Do Thái, là con gái của Antigonus II Mattathias vị vua cuối cùng của Vương quốc Hasmoneus. Giêsu từ chối đề nghị này vì "vương quốc của Người không thuộc về thế gian này". Philatô sau đó rất bực tức và để mặc cho Giêsu bị giết.
- Philatô xuất hiện ở 3 truyện ngắn trong tuyển tập Apocryphal Tales của Karel Čapek. Trong truyện "Pilate's Evening", viên thống đốc mệt mỏi tự hỏi tại sao bạn bè và người thân của Giêsu đã không đến để cố gắng cứu ông ta, và mong rằng giá mà họ đã làm việc đó. Trong truyện "Creed Pilate" có mô tả một cuộc đối thoại giữa Philatô và Joseph Arimathea. Lập luận của họ phản ánh sự xung đột giữa chủ nghĩa hoài nghi và chủ nghĩa nhân văn (Philatô nói "Sự thật là gì?") Và (Joseph trả lời "Sự thật mà tôi tin"). Trong truyện "The Crucifixion" mô tả Philatô chán đời, ghét những mưu toan chính trị đã dẫn đến sự kết án Giêsu
- Philatô là nhân vật chính trong tiểu thuyết The Karma Killers (2009) của Angelo Paratico.[56] Trong truyện này, Philatô sinh tại Bisenti ở Nam Ý, nơi ông ta về nghỉ hưu, hàng năm ông ta đều gặp Longinus[57] ở thành phố Lanciano lân cận trong dịp lễ Phục sinh.
- Một bài hát của nhà viết ca khúc người Anh Howard Dobson có tựa đề "This is Jesus (King of the Jews)This Is Jesus (King of the Jews) Lưu trữ ngày 29 tháng 5 năm 2015 tại Wayback Machine xem xét Cuộc thương khó của Giêsu Kitô từ quan điểm của Philatô[58].
- Tháng 10 năm 2012, một nhà báo người Tây Ban Nha đã suy đoán về khả năng là Phongxiô Philatô, cũng như vài người lính đã giết Giêsu, có thể là hậu duệ người Catalans[59].

### Trong phim ảnh
- Trong phim câm The King of Kings (1927) do Cecil B. DeMille đạo diễn, Victor Varconi đóng vai Phongxiô Philatô - một người La Mã bối rối vì niềm tin vào một Thiên Chúa của người Do Thái - đã tìm cách cứu Giêsu, nhưng rốt cuộc bị cản trở bởi tính hèn nhát của mình.
- Trong phim The Last Days of Pompeii (1935), Philatô (do diễn viên Basil Rathbone đóng) được mô tả là một chính trị gia bối rối; ban đầu thấy cần phải cho đóng đinh Giêsu, nhưng sau đó lại bị giầy vò vì lỗi lầm trong việc xét xử của mình.
- Trong phim Golgotha (1935) của đạo diễn Julien Duvivier, diễn viên Jean Gabin thể hiện vai Potius Pilatưs<[60]
- Trong show truyền hình "That I May See" của Family Theater ở Mỹ (năm 1951), Richard Hale thể hiện Philatô như một viên chức bị thất bại trong hy vọng giữ an ninh trật tự ở Jerusalem sau Sự kiện đóng đinh Giêsu
- Trong loạt phim truyền hình "Studio One - Pontius Pilate" (1952) của đạo diễn Fletcher Markle, diễn viên Cyril Ritchard thể hiện Philatô như một chính trị gia đầy tham vọng, đã kết hôn với Claudia Procula, con gái của hoàng đế (do Geraldine Fitzgerald đóng). Cuộc đời của ông ta bị tan vỡ sau khi Claudia lìa bỏ ông ta để trở thành một Kitô hữu. Ông ta đã bỏ ra nhiều năm sau đó săn lùng nàng để trả thù.
- Trong phim Ben-Hur (1959) có cảnh đua xe quadria (loại xe chariot do 4 ngựa dàn hàng ngang kéo) tay đôi gữa Judah Ben Hur (do Charlton Heston đóng) và quan bảo hộ Messala (do Stephan Boyd đóng) trước sự chứng kiến của tổng trấn Philatô (Frank Thring đóng). Kết quả là Ben Hur thắng và Messala bị tử thương
- Hurd Hatfield thể hiện vai Philatô trong phim King of Kings (1961) của Nicholas Ray. Phim này mô tả Philatô là người quân phệt công khai; Philatô cũng được nêu rõ đặc tính tự phụ, lãnh đạm, ích kỷ và quá thiên về pháp luật. Ông ta và bà vợ Claudia Procula (do Viveca Lindfors đóng), cũng tỏ ra quan tâm tới cuộc đời và hoạt động của Giêsu trước khi xét xử Ngài.
- Nam diễn viên Jean Marais đóng vai Phongxiô Philatô trong phim Pontius Pilate (1962) của đạo diễn Irving Rapper. Trong phim này ông ta được bà vợ Claudia Procula (do Jeanne Crain đóng) hỗ trợ trong việc cai trị, và bị thượng tế Caiphas chống đối.
- Telly Savalas thể hiện vai Phongxiô Philatô trong phim The Greatest Story Ever Told (1965) của đạo diễn George Stevens như một người cai trị độc đoán, cộc cằn. Mặc dù Philatô muốn đóng đinh tên trộm cướp Barabbas hơn là đóng đinh Giêsu, nhưng cũng không đặc biệt tỏ ra có thiện cảm với Giêsu. Khi Philatô nhìn theo Giêsu bị dẫn đi đóng đinh thì người kể chuyện nhấn mạnh cảnh này bằng cách lặp lại câu trong kinh Tin Kính: "chịu nạn thời quan Phongxiô Philatô, chịu đóng đinh vào thập giá, chịu chết và được mai táng" (Angela Lansbury đóng vai Claudia Procula, vợ của Philatô).
- Diễn viên Barry Dennen, trong vở Rock opera Jesus Christ Superstar (1973) của đạo diễn Norman Jewison thể hiện một Philatô tàn nhẫn, người mà sau khi bị một giấc mơ tiên tri (mà trong Phúc âm Mátthêu là giấc mơ của vợ ông ta), đã rất miễn cưỡng xử tử Giêsu vì không chịu nổi áp lực của đám đông.
- Trong bộ phim hài Life Monty Python của Brian (1979), vai Philatô do diễn Michael Palin diễn xuất, thể hiện Philatô như một người vụng về, có lẫn lộn trong phát âm chữ "r" thành chữ "w". Ông cũng không thể nhớ ai đang ở trong nhà tù của mình và dường như dễ bị cáu giận[61].
- Diễn viên David Bowie thể hiện vai Philatô trong phim The Last Temptation of Christ (1988) của Martin Scorsese, dựa trên tiểu thuyết của nhà văn Nikos Kazantzakis.Trong phim này, Philatô được mô tả là chán đời và phần nào thông cảm đối với Giêsu (do (Willem Dafoe đóng), nhưng tin rằng Ngài phải chết để giữ nguyên trạng ở địa phương.
- Trong phim Jesus (1999), diễn viên Gary Oldman thể hiện Philatô như một kẻ thao túng các sự việc chung quanh cái chết của Giêsu một cách ích kỷ, trong một nỗ lực để trấn áp dân địa phương.
- Trong phim The Passion of the Christ'(2004) của đạo diễn Mel Gibson, vai Philatô do diễn viên người Bulgari Hristo Shopov diễn xuất. Trong phim này Philatô nói tiếng Aram cũng như tiếng Latinh (ngôn ngữ mẹ đẻ của mình) khá lưu loát. Philatô cực kỳ miễn cưỡng phải xử tử Giêsu và tỏ ra rất có cảm tình với Ngài.
- Cũng năn 2004, hãng Paulist Productions làm phim truyền hình Judas (2004), trong đó vai Philatô do diễn viên Tim Matheson đóng.
- Greg Hicks Trong loạt phim truyền hình The Bible (2013), diễn viên thể hiện Philatô như một thống đốc nghiêm khắc và tàn nhẫn, quyết tâm giữ an ninh ở xứ Judea, vì sợ rằng hoàng đế Tiberius Caesar sẽ đổ lỗi cho mình về bất kỳ cuộc nổi loạn nào. Philatô tàn sát nhiều người Do Thái bất đồng chính kiến và đe dọa các nhà lãnh đạo Do Thái giáo là ông sẽ hủy bỏ lễ Vượt Qua và sẽ thiết quân luật tại Jerusalem nếu rối loạn tiếp tục, do đó đẩy người Do Thái đến việc bắt bớ Giêsu nhằm tránh bị đổ máu nhiều hơn.
- Vincent Regan đóng vai Philatô trong loạt phim truyền hình A.D.: The Bible Continues (2015)[62].